# Juan Sevillano Jiménez
Juan Sevillano Jiménez (Bornos, 1950) es un político español del Partido Socialista Obrero Español, dos veces alcalde de la localidad andaluza de Bornos, entre el 19 de abril de 1979 al 26 de septiembre de 2002, y desde el 11 de junio de 2011 al 13 de junio de 2015, siendo también el primero electo democráticamente del pueblo tras el fallecimiento de Francisco Franco.

## Biografía
Fue alcalde de Bornos durante 23 años, desde 1979 hasta 2002. Durante este periodo, ganó las seis elecciones municipales consecutivas por mayoría absoluta. En 1979 encabezó la lista del Partido del Trabajo de Andalucía, en la siguiente convocatoria se presentó como candidato independiente y en las cuatro siguientes fue elegido por el Partido Socialista Obrero Español. 
Ha sido director de la Unidad de Empleo y Desarrollo Tecnológico del Consorcio de la Sierra de Cádiz, y actualmente es portavoz del PSOE en el Ayuntamiento de Bornos desde 2017.
En 2002 no pudo completar su último mandato debido a una inhabilitación para ejercer cargos públicos dictada por el Tribunal Supremo, tras una denuncia de Izquierda Unida Los Verdes-Convocatoria por Andalucía relacionada con presuntas irregularidades en la concesión de una licencia urbanística.
Posteriormente, entre 2011 y 2015, volvió a ocupar la alcaldía de Bornos, convirtiéndose en el único alcalde de la localidad en ser reelegido tras una primera etapa prolongada.